# Keith McNally
Pour les articles homonymes, voir McNally.
Keith McNally est un réalisateur britannique né le 30 juillet 1951 à Londres.

## Biographie
Keith McNally commence une carrière d'acteur au théâtre et à la télévision à la fin des années 1960. Il quitte la Grande-Bretagne en 1975 pour travailler aux États-Unis, notamment à l'écriture de scénarios.
Il réalise un premier long métrage en 1990.

## Filmographie
- 1990 : End of the Night (présenté au Festival de Cannes 1990, sélection de la Quinzaine des réalisateurs)[1]
- 1993 : Loin de Berlin (Far from Berlin)